# Semjon Iwanowitsch Tscheljuskin
Semjon Iwanowitsch Tscheljuskin (russisch Семён Иванович Челюскин, wiss. Transliteration Semën Ivanovič Čeljuskin; * vermutlich 1700; † vermutlich 1764) war ein russischer Polarforscher.

## Leben
Tscheljuskin wurde an der Moskauer Schule für Mathematik und Navigation und später an der Sankt Petersburger Marine-Akademie ausgebildet. Ab 1726 diente er als Hilfsnavigator in der russischen Ostseeflotte. 1733 wurde er zum Navigator befördert. Von 1733 bis 1742 nahm Tscheljuskin an der Großen Nordischen Expedition unter Vitus Bering teil. Tscheljuskin arbeitete dabei unter den Polarforschern Wassili Wassiljewitsch Prontschischtschew und Chariton Prokofjewitsch Laptew. Im Frühjahr 1741 unternahm er eine Reise von der Chatanga zur Pjassina. Dabei beschrieb Tscheljuskin erstmals die westliche Küstenlinie der Taimyrhalbinsel von der Faddeja-Bucht im Osten bis zur Mündung der Taimyra im Westen.
1760 wurde er im Rang eines Kapitäns aus der Ostseeflotte entlassen und starb vermutlich 1764.

## Tscheljuskin als Namensgeber
Tscheljuskin entdeckte die nördlichste kontinentale Festlandstelle der Erde. Diese wurde 1843 in Anerkennung seiner Leistungen durch Alexander Theodor von Middendorff nach ihm Kap Tscheljuskin benannt.
In den 1930er Jahren wurde ein nach ihm Cheliuskin benanntes sowjetisches Schiff auf eine Erkundung der Nordostpassage geschickt. Das Schiff wurde vom Packeis eingeschlossen und sank im Februar 1934 120 km nordöstlich der Insel Koljutschin in der Tschuktschensee. Die „Tscheljuskinzy“ genannten Schiffbrüchigen wurden zwei Monate später von russischen Fliegern gerettet.